# دانيال إليسون
دانيال إليسون (بالإنجليزية: Daniel Ellison)‏ هو محامي وسياسي أمريكي، ولد في 14 فبراير 1886 بالإمبراطورية الروسية، وتوفي في 20 أغسطس 1960 في الولايات المتحدة. حزبياً، نشط في الحزب الجمهوري. وقد انتخب عضو مجلس النواب الأمريكي.